# Douglas A. Melton
Douglas A. Melton es un investigador médico estadounidense, catedrático Xander de la Universidad Harvard e investigador del Instituto Médico Howard Hughes hasta 2022. Es codirector del Instituto de Células Madre de Harvard y fue el primer copresidente (con David Scadden) del Departamento de Células Madre y Biología Regenerativa de la Universidad Harvard. Es fundador de varias empresas biotecnológicas, entre ellas Gilead Sciences, Ontogeny (ahora Curis), iPierian (ahora True North Therapeutics  y Semma Therapeutics. Es miembro de la Academia Nacional de Cienciasy de la Academia Estadounidense de las Artes y las Ciencias, y es miembro fundador de la Sociedad Internacional de Investigación sobre Células Madre.

## Primeros años y educación
Melton creció en Blue Island (Illinois)y se licenció en Biología por la Universidad de Illinois en Urbana-Champaign en 1975.Obtuvo una beca Marshall para estudiar en la Universidad de Cambridge, donde se licenció en Historia y Filosofía de la Ciencia en 1977 y se doctoró bajo la supervisión de John Gurdon.

## Carrera e investigación
Los primeros trabajos de Melton se centraron en la biología general del desarrollo, identificando genes importantes para la determinación del destino celular y el patrón corporal. Esto le llevó a descubrir que el sistema nervioso de los vertebrados se forma por defecto cuando las células embrionarias tempranas no reciben señales inductoras para convertirse en mesodermo o endodermo. También fue pionero en la técnica de transcripción in vitro con la ARN polimerasa bacteriana SP6.Este sistema de transcripción de ARN se utiliza ahora ampliamente para fabricar grandes cantidades de ARN mensajeros in vitro y es, por ejemplo, la base de la producción de las vacunas COVID de ARNm.
A mediados de los noventa, el trabajo en su laboratorio se centró en el desarrollo del páncreas con el objetivo de encontrar nuevos tratamientos para la diabetes.
En 2001, cuando el presidente George W. Bush recortó la financiación federal de la investigación con células madre embrionarias, Melton utilizó donaciones privadas para crear 17 líneas de células madre humanas publicadas y las distribuyó gratuitamente a investigadores de todo el mundo.
En agosto de 2008, el laboratorio de Melton publicó el éxito de la reprogramación in vivo de células pancreáticas exocrinas de ratones adultos en células secretoras de insulina que se asemejaban mucho a las células beta de los islotes endógenos del páncreas en cuanto a tamaño, forma, ultraestructura y genes marcadores esenciales.A diferencia de la producción de células beta a partir de células madre embrionarias convencionales o de la técnica más reciente de células madre pluripotentes inducidas (iPSC), el método de Melton implicaba la reprogramación celular directa de un tipo de célula adulta (célula exocrina) en otro tipo de célula adulta (célula beta) sin reversión a un estado de célula madre pluripotente.
Sus intereses de investigación actuales incluyen la biología del desarrollo pancreático y la diferenciación dirigida de células madre embrionarias humanas, particularmente en relación con la diabetes tipo 1. En 2014, informó sobre un método que utiliza células madre pluripotentes humanas para generar cantidades prácticamente ilimitadas de células beta productoras de insulina funcionales que responden adecuadamente a una prueba de glucosa. Esto se considera un importante paso adelante en la medicina regenerativa para el posible tratamiento de la diabetes, incluida la de tipo I, que afecta a sus dos hijos.
En 2022, dejó la Universidad Harvard y se unió a Vertex Pharmaceuticals a tiempo completo para crear tratamientos para la diabetes.

## Premios y distinciones
Melton fue elegido miembro de la Academia Nacional de Ciencias y de la Academia Estadounidense de Artes y Ciencias en 1995. En 2007 y nuevamente en 2009, figuró entre las 100 personas más influyentes del mundo de Time.  En 2016, Melton recibió el Premio Ogawa-Yamanaka en Biología de Células Madre. En 2023 recibió el Premio Abarca por sus avances hacia una cura para la diabetes. 